# Gregory Vanderpool
Gregory Vanderpool, né le 5 mars 1996, est un coureur cycliste barbadien.

## Biographie
En 2017, Gregory Vanderpool remporte son premier championnat de la Barbade sur route. Il termine également quatorzième de la Tobago Cycling Classic. L'année suivante, il se classe cinquième du championnat des Caraïbes espoirs et huitième d'une étape de la Vuelta a la Independencia Nacional. 
En 2019 et 2022, il s'impose de nouveau sur son championnat national. 

## Palmarès et résultats

### Par année
- 2017
  -  Champion de la Barbade sur route
- 2019
  -  Champion de la Barbade sur route
- 2022
  -  Champion de la Barbade sur route
- 2024
  - 2e du championnat de la Barbade sur route
- 2025
  -  Champion de la Barbade sur route

### Classements mondiaux
| Année            | 2022 |
| ---------------- | ---- |
| UCI America Tour | 98e  |